# Meroplius
Meroplius är ett släkte av tvåvingar som beskrevs av Camillo Rondani år 1874. Meroplius ingår i familjen svängflugor.

## Arter inomMeroplius[1][2]
- Meroplius albuquerquei
- Meroplius beckeri
- Meroplius bispinifer
- Meroplius cordylophorus
- Meroplius curvispinifer
- Meroplius elephantis
- Meroplius fasciculatus
- Meroplius flavofemoratus
- Meroplius fukuharai
- Meroplius hastifer
- Meroplius hastiferoides
- Meroplius kirkspriggsi
- Meroplius latispinifer
- Meroplius madagascarensis
- Meroplius maximus
- Meroplius minutus
- Meroplius mirandus
- Meroplius pallidispinifer
- Meroplius sauteri
- Meroplius trispinifer
- Meroplius unispinifer
- Meroplius wallacei
- Meroplius vittatus